# Bernhard Karl Wyss
Bernhard Karl Wyss (* 3. November 1793 in Bern; † 5. Juli 1870 in Gerzensee) war ein Schweizer evangelischer Geistlicher und Hochschullehrer.

## Leben

### Familie
Bernhard Karl Wyss war der zweite Sohn des Stadtarztes und Grossrats Samuel Wyss (* 1. Juli 1757 in Bern; † 2. Februar 1834) und von dessen Ehefrau Elisabeth (* 1762; † 8. Februar 1834 in Bern), Tochter von Abraham Morell (1720–1794), Landschreiber in Wangen; zu seinen Geschwistern gehörte unter anderem der Politiker Abraham Rudolf (* 11. September 1792 in Bern; † 24. Februar 1854 ebenda). Sein Grossvater war Johann Rudolf Wyss (1721–1805), der sich als Anwalt Friedrich’s II. von Preußen in dessen Streitigkeiten mit der Stadt Neuenburg (siehe auch: Neuenburgerhandel) bekannt gemacht hatte.
Seit dem 25. Juni 1821 war Bernhard Karl Wyss mit Ernestine (* 1801 in Bern; † 1889 in Gerzensee), Tochter des Politikers und Philosophen Johann Rudolf Steck, der auch als Schöpfer des Bernischen Kriminalgesetzbuchs galt und dessen Ehefrau, die Dichterin Maria Aimée Guichelin (* 30. Januar 1776 in Versailles; † 12. August 1821 in Belp); gemeinsam hatten sie vier Kinder.

### Ausbildung
Er immatrikulierte sich 1808 zu einem Philologiestudium und seit 1810 war er Student der Theologie an der Akademie Bern; dort hörte er Vorlesungen bei Samuel Gottlieb Risold (1756–1827), Johann Rudolf Schärer (1756–1829), Samuel Gottlieb Hünerwadel und Samuel Studer. Am 1. Mai 1813 begann er zusätzlich als Lehrer der 3. Elementarklasse der Kantonsschule zu wirken, um sich auf seine zukünftige Aufgabe vorzubereiten. Nachdem er im Februar 1814 das Examen bestanden hatte und zum Predigtamt geweiht worden war, setzte er im Herbst 1814 sein Studium an der Universität Göttingen fort; dort befand sich auch sein Bruder zum Jurastudium. In Göttingen hörte er Vorlesungen bei Gottlieb Jakob Planck, Heinrich Ludwig Planck, Karl Friedrich Stäudlin und Arnold Heeren. 1816 ging er darauf an die Universität Berlin und hörte Vorlesungen bei August Neander und Friedrich Schleiermacher; in dieser Zeit erhielt er vom Kleinen Rat in Bern, auf Antrag des Kanzlers der Berner Akademie, Abraham Friedrich Mutach, ein Geschenk in Höhe von 50 Dublonen, sodass er seinen Aufenthalt in Berlin verlängern und sich vertiefend der Pastoraltheologie widmen konnte.

### Berufliches Wirken
Nach Beendigung seines Studiums war er zunächst ab Herbst 1816 Klassenlehrer in der Literarschule (heute: Gymnasium Kirchenfeld).
Im April 1819 erfolgte seine Ernennung als Pfarrer in Belp, dort stiftete er 1823 den Pastoralverein von Schwarzenburg-Seftigen und 1825 eröffnete gemeinsam mit Samuel Gottlieb Hünerwadel ein Heim für arme und verlassene Kinder in Bümplitz, das spätere Knabenheim Auf der Grube, das im Jahr 2000 in Niederwangen sein 175-jähriges Jubiläum feierte und 2012 geschlossen wurde.
Als der Dekan Samuel Studer seine Stelle als Professor der Pastoraltheologie niederlegte, wurde Bernhard Karl Wyss am 23. April 1827 einstimmig durch den Kleinen Rat zu dessen Nachfolger gewählt.
Nach der Gründung der Universität Bern war er 1834 übergangen worden und verlor seinen Lehrstuhl, worauf er im Frühling 1835 die Landpfarrei in Bümpliz übernahm.
1847 erfolgte anlässlich des Zellerhandels, als Eduard Zeller zum ausserordentlichen Professor für Neues Testament und Kirchen- und Theologiegeschichte ernannt wurde, seine Ernennung zum ordentlichen Professor. Von 1848 bis 1849 übte er das Amt des Rektors aus und war von 1850 bis 1854 Dekan der Theologischen Fakultät.
Er pflegte eine Freundschaft mit den Professoren Karl Bernhard Hundeshagen und Matthias Schneckenburger.
Nachdem er noch am 15. November 1862 zum Dr. theol. ernannt wurde, emeritierte er 1863 und zog darauf im Oktober auf seinen Landsitz in Gerzensee.

### Geistliches und wissenschaftliches Wirken
Bernhard Karl Wyss vertrat eine konservativ-biblische Theologie. Er wirkte vor allem als Lehrer und als Inhaber kirchenleitender Ämter, unter anderem von 1833 bis 1851 als Vizepräsident und Synodalpräsident der Berner Landeskirche; er setzte sich auch für die Entflechtung von Kirche und Staat ein und entwarf eine Presbyterialverfassung, dazu engagierte sich dazu für die innere und äussere Mission, so unter anderem für die herrnhutische Mission in Grönland und stand einige Jahre an der Spitze der bernischen Missionsgesellschaft.

## Mitgliedschaften
- 1825 wurde Bernhard Karl Wyss Mitglied der Schweizerischen Gemeinnützigen Gesellschaft.

## Schriften (Auswahl)
- Ueber schweizerische Prediger-Seminare. Bern 1843.
- Wort der Rückerinnerung an Professor Hünerwadel. Bern 1848.
- Die Kirchenangelegenheiten des Kantons Bern. 1851.
- Nachruf: Abraham Rudolf Wyss, Dr. Jur., gew. Lehenscommissär und Mitglied des Grossen Rathes. In: Berner Taschenbuch. Band 5. 1856.